# 佩勒斯罗伊特
佩勒斯罗伊特是德国巴伐利亚州的一个市镇。总面积29.72平方公里，总人口2903人，其中男性1432人，女性1471人（2011年12月31日），人口密度98人/平方公里。